# Amphoe Dan Sai

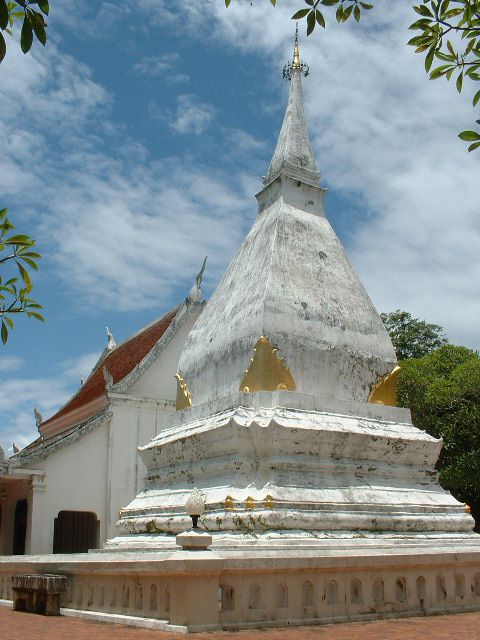
Chedi Phra That Si Song Rak

Amphoe Dan Sai (Thai: อำเภอ ด่านซ้าย, Aussprache: ʔāmpʰɤ̄ː dàːn sáːj) ist ein Landkreis (Amphoe – Verwaltungs-Distrikt) im Westen der  Provinz Loei. Die Provinz Loei liegt im nordwestlichen Teil der Nordostregion von Thailand, dem so genannten Isan.

## Geographie
Benachbarte Landkreise und Gebiete sind (von Osten im Uhrzeigersinn): Amphoe Phu Ruea in der Provinz Loei, Lom Kao und Khao Kho der Provinz Phetchabun, Nakhon Thai in der Provinz Phitsanulok sowie Amphoe Na Haeo wiederum in Loei. Nach Norden liegt die Provinz Sayaburi der Demokratischen Volksrepublik Laos.
Die Quelle des Maenam Pa Sak (แม่น้ำป่าสัก – Pa-Sak-Fluss) liegt in den Bergen im östlichen Teil des Landkreises. Ein großer Teil des Kreises liegt im Nationalpark Phu Hin Rong Kla. Nach Südosten liegt das  Wildreservat Phu Luang (Phu Luang Wildlife Sanctuary).
Die Kreishauptstadt Dan Sai liegt im oberen Ende eines Talbeckens des Man-Flusses, der bei Pak Man in den Nam Heang mündet, einem Nebenfluss des Mekong.

## Sehenswürdigkeiten
- Phra That Si Song Rak (Thai: วัดพระธาตุศรีสองรัก, etwa: Chedi der Liebe Zweier Nationen, auch „Phra That Sri Song Hak“) − Chedi im laotischen Stil, erbaut 1516 gemeinsam von thailändischen und laotischen Königen.

## Verwaltung

### Provinzverwaltung

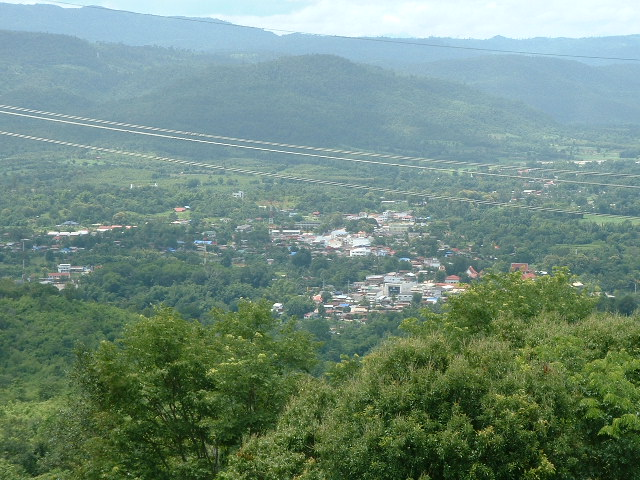
Blick auf Dan Sai

Der Landkreis Dan Sai ist in zehn Tambon („Unterbezirke“ oder „Gemeinden“) eingeteilt, die sich weiter in 99 Muban („Dörfer“) unterteilen.
| Nr.  | Name       | Thai    | Muban | Einw. |
| ---- | ---------- | ------- | ----- | ----- |
| 01.  | Dan Sai    | ด่านซ้าย  | 15    | 9.449 |
| 02.  | Pak Man    | ปากหมัน  | 07    | 2.977 |
| 03.  | Na Di      | นาดี     | 09    | 3.813 |
| 04.  | Khok Ngam  | โคกงาม  | 07    | 4.778 |
| 05.  | Phon Sung  | โพนสูง   | 09    | 4.930 |
| 06.  | Ipum       | อิปุ่ม     | 13    | 4.670 |
| 07.  | Kok Sathon | กกสะทอน | 12    | 7.738 |
| 08.  | Pong       | โป่ง     | 11    | 6.063 |
| 09.  | Wang Yao   | วังยาว   | 07    | 3.645 |
| 010. | Na Ho      | นาหอ    | 09    | 3.023 |

### Lokalverwaltung
Es gibt zwei Kommunen mit „Kleinstadt“-Status (Thesaban Tambon) im Landkreis:
- Si Song Rak (Thai: เทศบาลตำบลศรีสองรัก) bestehend aus Teilen des Tambon Dan Sai.
- Dan Sai (Thai: เทศบาลตำบลด่านซ้าย) bestehend aus Teilen des Tambon Dan Sai.

Außerdem gibt es neun „Tambon-Verwaltungsorganisationen“ (องค์การบริหารส่วนตำบล – Tambon Administrative Organizations, TAO):
- Pak Man (Thai: องค์การบริหารส่วนตำบลปากหมัน) bestehend aus dem kompletten Tambon Pak Man.
- Na Di (Thai: องค์การบริหารส่วนตำบลนาดี) bestehend aus dem kompletten Tambon Na Di.
- Khok Ngam (Thai: องค์การบริหารส่วนตำบลโคกงาม) bestehend aus dem kompletten Tambon Khok Ngam.
- Phon Sung (Thai: องค์การบริหารส่วนตำบลโพนสูง) bestehend aus dem kompletten Tambon Phon Sung.
- Ipum (Thai: องค์การบริหารส่วนตำบลอิปุ่ม) bestehend aus dem kompletten Tambon Ipum.
- Kok Sathon (Thai: องค์การบริหารส่วนตำบลกกสะทอน) bestehend aus dem kompletten Tambon Kok Sathon.
- Pong (Thai: องค์การบริหารส่วนตำบลโป่ง) bestehend aus dem kompletten Tambon Pong.
- Wang Yao (Thai: องค์การบริหารส่วนตำบลวังยาว) bestehend aus dem kompletten Tambon Wang Yao.
- Na Ho (Thai: องค์การบริหารส่วนตำบลนาหอ) bestehend aus dem kompletten Tambon Na Ho.